# Eurysaurus raincourti
L'eurisauro (Eurysaurus raincourti) è un rettile marino estinto, appartenente ai plesiosauri. Visse nel Giurassico inferiore (195-185 milioni di anni fa) e i suoi resti fossili sono stati ritrovati in Francia. È attualmente considerato di dubbia identità.

## Classificazione
Questo rettile marino è conosciuto solo per alcuni fossili molto frammentari, comprendenti parte di un cranio, alcuni denti e cinque vertebre, ritrovati a Echenoz-la-Meline in Francia. I resti, descritti per la prima volta nel 1878 da Albert Gaudry, andarono in seguito perduti. Un nuovo studio basato essenzialmente su illustrazioni del materiale (Noè, 2001) ha considerato Eurysaurus un nomen dubium, probabilmente congenerico con il ben più noto Simolestes del Giurassico inglese. Tuttavia, a causa della differenza stratigrafica delle due forme, è possibile che Eurysaurus fosse un genere a sé stante. In ogni caso Eurysaurus è considerato un rappresentante dei pliosauri, un gruppo di plesiosauri dal collo corto e dalla testa grossa, dotati di zampe simili a pinne particolarmente forti. Il nome Eurysaurus deriva dal greco e significa "lucertola ampia", a causa delle grandi dimensioni dei fossili.